# داود بن مروان المقمص
داود بن مروان المقمص (القرن 4 هـ / 10 م) هو فيلسوف يهودي.
كان من أوائل من نقل الفكر المعتزلي إلى الفكر الديني اليهودي.